# Marcel De Cleene
Marcel De Cleene (Gent, 24 mei 1946) is een plantenfysioloog en emeritus hoogleraar, verbonden aan de faculteit Wetenschappen van de Universiteit Gent. Hij was van 1988 tot zijn emeritaat in 2006 de eerste universitaire wetenschapsvoorlichter in België. Vanuit zijn vakgebied specialiseerde De Cleene zich in de toxicologie, geschiedenis en folklore van geneeskrachtige, symbolische en ritueel gebruikte planten.

## Levensloop
De Cleene werd geboren in Gent, in een middenstandsgezin. Hij volgde het Koninklijk Atheneum aan de Ottogracht en studeerde vervolgens aan de Rijksuniversiteit te Gent, waar hij koos voor de biologie (richting plantkundige wetenschappen). Hij trad in 1968 in dienst van het Laboratorium voor Plantenfysiologie, waarna hij in 1975 promoveerde op een studie over bacteriële kanker bij planten. Hij bleef gedurende zijn carrière verbonden aan de Universiteit Gent als onderzoeker en docent, sinds 1991 als lector. 
Zo was hij over een periode van tweeëntwintig jaar coördinator van drie projecten met het International Rice Research Institute (IRRI) in de Filipijnen over bacteriële rijstziekten. Gedurende drieënhalf jaar was hij coördinator van een project van de Europese Unie over de biologische afbraak van historische monumenten en gebouwen. 
Ondertussen hechtte De Cleene veel belang aan wetenschapspopularisatie, met onder andere het schrijven van populariserende boeken en artikelen, of het medewerken aan radio- en tv-programma’s over allerlei biologische onderwerpen, vooral over de doorwerking van oude cultusplanten in de hedendaagse volkscultuur en over het potentieel gevaar van planten voor mens en dier.

## Gevaar op plantaardige vergiftigingen voor mens en dier
De statistieken van het Antigifcentrum te Brussel tonen aan dat ongeveer 5% van alle geregistreerde vergiftigingen in België veroorzaakt worden door planten. Elders in Europa (o.a. Zwitserland) kan dat dubbel zo hoog liggen. Feit is wel dat de minder ernstige oproepen talrijker zijn dan de tragische ongevallen, en dat het vaker eerder gaat om kleine ongemakken, dan om ernstige letsels. 
Het risico op een ernstige plantenvergiftiging is – voor mensen althans – kleiner dan het risico op vergiftiging door geneesmiddelen en huishoudproducten, maar wel hoger dan voor cosmetica en landbouwproducten. Sommige bevolkingsgroepen maken echter wel een grotere kans op vergiftiging dan andere. Kleine kinderen lopen het grootste gevaar. Om zijn omgeving beter te leren kennen steekt een peuter en een kleuter immers tal van verlokkelijke zaken in hun mond, zoals bessen en bladeren om erop te kauwen. Bovendien reageren kinderen veel sneller op giftige stoffen dan volwassenen: omdat hun lichaamsgewicht veel lager is, bereiken deze stoffen een aanzienlijk hogere concentratie. Uit gegevens van het Antigifcentrum te Brussel blijkt dat kinderen tot en met vier jaar meer risico op een plantaardige vergiftiging lopen als alle andere leeftijdsgroepen samen. Peuters en kleuters vragen dus in het bijzonder om bescherming. 
Degenen die voor heilzame of voedingsdoeleinden hun toevlucht tot wilde planten hebben genomen, lopen vanzelfsprekend ook een grotere vergiftigingskans. De aanhangers van de fytotherapie moeten dus degelijk voorgelicht zijn en gewaarschuwd voor de gevaren die verbonden zijn aan het gebruik van sommige geneeskrachtige planten. De begrippen ‘geneeskrachtig’ en ‘giftig’ overlappen elkaar. Evenmin is het gastronomisch experimenteren met planten niet geheel zonder gevaar.

## Vooroordelen over giftige planten
Velen zijn ervan overtuigd dat dieren instinctmatig aanvoelen welke planten zij wél en welke zij niet kunnen eten. In de praktijk blijkt dit echter lang niet altijd het geval te zijn. In de wei eten paarden en koeien bijvoorbeeld niet van het zeer giftige vingerhoedskruid of herfsttijloos, zelfs niet als deze planten op grote schaal voorkomen. De reden is wellicht hun afstotende geur en smaak. Komt het vingerhoedskruid echter in het hooi terecht, dan verdwijnt haar geur en scherpe smaak, maar behoudt de plant wel haar giftige eigenschappen. Voor de dieren is er dan geen beletsel meer om het hooi te eten met alle nare gevolgen van dien. 
Sommige dieren hebben bovendien een andere smaak dan de rest van de kudde. Voor hen hoeft er geen enkele reden te zijn waarom zij bijvoorbeeld herfsttijloos niet zouden eten. Veranderde omstandigheden kunnen aanleiding zijn dat dieren van de ene op de andere dag hun eetgedrag ten aanzien van giftige planten wijzigen. Weidevee lust normaal geen boterbloemen, maar als graasweiden met bepaalde onkruidverdelgers zijn besproeid, kan het voorkomen dat weidevee die planten opeens wél lusten. Paardenstaarten worden ook maar zelden gegeten, tenzij voedselschaarste optreedt (bijvoorbeeld als gevolg van te geringe grasgroei in de herfst). 
Zelfs psychologische factoren kunnen een rol spelen ten aanzien van de keuze: wel of niet opeten van giftige planten. Runderen kunnen taxus volstrekt negeren totdat de haag is gesnoeid en de snoeisels voorwerp van hun belangstelling worden. Ten slotte is ook het tijdstip van de voedselopname belangrijk: dieren die juist melk geven kunnen veel grotere hoeveelheden gifstoffen verdragen dan wanneer zij droog staan. Dit is begrijpelijk, aangezien de schadelijke stoffen veel sneller worden uitgescheiden bij melkgevende dieren dan bij droogstaande. De gezondheid van de melkdrinker komt echter nu wel meer in gevaar.
Kan uit het eetgedrag de giftigheid van planten voor dieren al niet met zekerheid worden vastgesteld, giftigheid voor de mens valt er zeker niet uit op te maken. Planten die giftig zijn voor mensen hoeven dat nog niet voor dieren te zijn, en omgekeerd. De voor ons zeer schadelijke bessen van de wolfskers worden door sommige vogels en konijnen bijzonder op prijs gesteld, zonder dat ze vergiftigingverschijnselen vertonen. Bovendien variëren eetgedrag en gevoeligheid van diersoort tot diersoort. Runderen vermijden wel taxusbladeren, maar paarden verorberen ze gretig . Eikels zijn giftig voor runderen,  paarden en schapen, maar vogels blijken ongevoelig voor de giftige stoffen, en voor  zwijnen zijn eikels zelfs een gewaardeerde voedselbron die een eerste kwaliteit speklaag oplevert (bv. de bekende Spaanse ham Pata negra).

## Wetenschapsvoorlichting
Toen in 1988 tijdens het rectoraat van prof. Léon, baron De Meyer er een nieuwe wind waaide op het vlak van communicatie naar de buitenwereld, vroeg men aan De Cleene om de wetenschapsvoorlichter van de Universiteit Gent te worden, een functie die toen nog niet bestond aan een Belgische universiteit. Hij zetelde aldus gedurende twaalf jaar in het Steering Committee van de European Association for Public Relations and Information Officers of European Universities (EUPRIO) en richtte een nationaal netwerk op van Waalse en Vlaamse universitaire voorlichters. 
Tot aan zijn emeritaat in 2006 was professor De Cleene verantwoordelijk voor de cursussen ‘Wetenschappelijke en technologische voorlichting’ en ‘Volkskunst en Volkscultuur’, de laatste aan de faculteit Letteren en Wijsbegeerte van de Universiteit Gent.